# District de Churubamba
Le district de Churubamba est un des douze districts de la province de Huánuco au Pérou.

## Histoire
Le district de Churubamba a été créé le 4 octobre 1921.
Il a pour ville principale Churubamba.

## Population
Les habitants du district sont principalement d’ascendance quechua. Le quechua est la langue majoritaire, c'est la langue maternelle de 71,16 % de la population, les 28,48 % restants ayant pour langue maternelle l'espagnol (Recensement de 2007 au Pérou (en)).

## Sport
Le district dispose d'une équipe de football féminin, pratiquant le « fulbito andino ». Ces femmes quechuas force l'admiration des hommes de la collectivité, cette activité sportive permettant aux femmes de voyager plus loin qu'ils ne sont jamais allés, et de profiter de ces déplacements pour exécuter des démarches auprès de la puissance publique, par exemple pour réclamer l'électrification du district. En 2006, la réalisatrice italienne Carmen Butta leur rend hommage dans le documentaire Churubamba, les footballeuses des Andes.

### Vidéographie
: document utilisé comme source pour la rédaction de cet article.
- [vidéo] Footballeuses des Andes, de Carmen  Butta, dans 360° - Géo, 2006, 52 min [présentation en ligne] ; diffusé le 15 février 2016 sur Arte